# Феодор (Нанкьяма)
Митрополи́т Фео́дор Нанкья́ма (англ. Metropolitan Theodoros Nankyama; 3 марта 1924, Туэянзе, Монде, Уганда — 17 января 1997) — епископ Александрийской православной церкви; с 1994 по 1997 годы — митрополит Кампальский и Угандийский.

## Биография
Он родился 3 марта 1924 года в деревне Монде Твеянзе. Его отцом был Юлиус Секайи, а матерью — Джулиана Наббоа. Его семья была протестантской.
Он обратился в Православную веру в 1938—1944 годах, когда учился в православных школах в Дегее и Намунгооне, которые были созданы общиной африканского проповедника Реубена Спартаса и группы угандцев, которые обратились в православие.
В 1945 году в ходе переговоров о принятии в африканских приходов в общение с Александрийской православной церковью бы был вместе с ещё тремя молодыми людьми отправлен на учёбу в Египет, где с 1945 по 1948 год обучался Канискерионской школе, а затем, с 1948 по 1954 год, в колледже Фотия II. В 1954 году он поступил в богословскую школу Афинского университета, после окончания которой в 1959 году проучился два года в Оксфордском университете со стипендией от Всемирного Совета Церквей.
В 1961 году Феодор вернулся в Александрию. 21 мая 1961 года митрополитом Иринопольским Николаем (Варелопулосом) был рукоположён в сан диакона, а 28 мая того же года тем же иерархом — в сан священника, после чего отбыл в Уганду, где помимо священнического служения работал директором школы Chwa II Memorial College. В 1963 году стал соучредителем Объединённого христианского совета Уганды. В 1969 году возведён в сан архимандрита.
22 декабря 1972 года хиротонисан в титулярного епископа Навкратиского, викария Дар-эс-Саламской митрополии с поручением управлять приходами в Танзании. Титул Навкратиский он получил по имени древнегреческой колонии Навкратис, располагавшейся на западе дельты Нила.
28 ноября 1994 года была образована само самостоятельная Кампальская и Угандская митрополия, в связи с чем возведён в сан митрополита. Стал первым из коренных жителей Африки в новейшей истории Александрийского патриархата, кто был возведён в сан митрополита. 30 апреля 1995 года Патриарх Парфений III совершил его настолование. Его кафедра располагалась в Свято-Николаевском соборе в Намунгуне, пригороде Кампалы.
В тот период Уганда очень страдала из-за диктатуры и гражданской войны. Феодор (Нанкьяма) выхлопотал многочисленные стипендии для отправки молодых угандийцев в Грецию, Румынию и США для получения ими образования в различных областях. По возвращении в Уганду, они помогали в восстановлении и активизации Церкви. Кроме того, открыл в 1995 году Кампале первую в стране православную семинарию.
В 1996 году, будучи серьёзно больным, уехал на лечение в Грецию. Скончался 17 января 1997 года.
Сара Мукебези Камбитес вспоминала:

Митрополит Угандский Феодор Нанкьяма всегда был человеком, который стремился сделать всё, что мог, для Православной Церкви, особенно в Африке. Для тех из нас, кто знал, любил и уважал его более четырёх десятилетий, митрополит Феодор был и всегда был больше, чем жизнь. Он является символом решительности, достоинства и самоотверженности. Эти добродетели пришли к нему естественным образом, и нам показалось, что он практиковал их без особых усилий.